# Амид калия
Ами́д калия  — неорганическое вещество с формулой KNH2, производное аммиака. 
Белые или желтоватые кристаллы.

## Получение
- Реакция газообразного аммиака с металлическим калием:

{\displaystyle {\mathsf {2\ K+2\ NH_{3}{\xrightarrow {65-105^{o}C}}2\ KNH_{2}+\ H_{2}}}}
- Реакция гидрида калия с аммиаком:

{\displaystyle {\mathsf {KH+NH_{3}{\xrightarrow {300^{o}C}}\ KNH_{2}+H_{2}}}}
- Реакция оксида калия с жидким аммиаком:

{\displaystyle {\mathsf {K_{2}O+NH_{3}{\xrightarrow {-50^{o}C}}\ KNH_{2}+KOH}}}

## Физические свойства
Представляет собой белое кристаллическое вещество, на воздухе желтеет вследствие окисления. Плавится без разложения. В воде гидролизуется, в жидком аммиаке растворяется слабо.

## Химические свойства
- При нагревании разлагается:

{\displaystyle {\mathsf {6\ KNH_{2}\xrightarrow {600-700^{o}C} \ 6\ K+4\ NH_{3}+N_{2}}}}
- Реагирует с водой:

{\displaystyle {\mathsf {KNH_{2}+H_{2}O{\xrightarrow {\ }}\ KOH+NH_{3}}}}
- С неокисляющими кислотами:

{\displaystyle {\mathsf {KNH_{2}+2\ HCl{\xrightarrow {\ }}\ KCl+NH_{4}Cl}}}
- С окисляющими кислотами:

{\displaystyle {\mathsf {2\ KNH_{2}+2\ HNO_{3}\xrightarrow {100^{o}C} \ KN_{3}+KNO_{3}+3\ H_{2}O}}}
- Углеродом восстанавливается до цианида калия[1]:

{\displaystyle {\mathsf {KNH_{2}+C\xrightarrow {500-600^{o}C} \ KCN+H_{2}}}}

## Применение
- В органическом синтезе.